# Oswego County
Oswego County är ett administrativt område i delstaten New York, USA. År 2010 hade countyt 122 109 invånare. Den administrativa huvudorten (county seat) är Oswego.

## Geografi
Enligt United States Census Bureau har countyt en total area på 3 399 km². 2 470 km² av den arean är land och 929 km² är vatten.

### Angränsande countyn
- Jefferson County, New York - nord
- Lewis County, New York - nordost
- Oneida County, New York - öst
- Madison County, New York - sydost
- Onondaga County, New York - syd
- Cayuga County, New York - sydväst